# Azija (rimska provincija)
Azija (Asia), poznata i kao Azijana (Asiana) bila je rimska provincija smještena na području zapadne Male Azije. Od vremena Augusta je bila senatska provincija na čelu s prokonzulom, a taj je režim ostao sve do 211.
Ukinuta je Dioklecijanovim reformama početkom 3. stoljeća, kada je njena teritorija podijeljena na sedam manjih provincija.

## Vanjske poveznice
- Asia Minor